# Upsilon Bootis
Désignations
Upsilon Bootis (υ Boo, υ Bootis) est une étoile de la constellation du Bouvier.
Upsilon Bootis est une géante orange de type K avec une magnitude apparente de +4,05. Elle est à environ 263 années-lumière de la Terre.